# 戈盧巴亞灣
69°58′S 9°50′E / 69.967°S 9.833°E
戈盧巴亞灣（英語：Golubaya Bay）是南極洲的海灣，位於毛德皇后地沿岸，該海灣根據挪威探險隊拍攝的空中照片被繪入地圖，現時由南極條約體系管理。